# Федорчук, Игорь Александрович
Игорь Александрович Федорчук (26 декабря 1919 — 17 декабря 2008) — командир звена 67-го гвардейского истребительного авиационного полка (1-я гвардейская истребительная авиационная дивизия, 16-я воздушная армия, Центральный фронт), гвардии лейтенант. Герой Советского Союза.

## Биография
Родился 26 декабря 1919 года в городе Славянск ныне Донецкой области. В 1937 году поступил в Горьковский инженерно-строительный институт. В 1938 году перевёлся в Московский финансово-экономический институт, в котором окончил 3 курса. Занимался авиамодельным спортом в аэроклубе.
В Красной Армии с октября 1940 года. В 1941 году окончил школу лётчиков. Участник Великой Отечественной войны. Сражался на Калининском, Юго-Западном, Северо-Западном и Центральном фронтах. Участвовал в Сталинградской битве, в боях на Демянском плацдарме и на Курской дуге.
22 августа 1943 года будучи командиром звена 67-го гвардейского истребительного авиационного полка (1-я гвардейская истребительная авиационная дивизия, 16-я воздушная армия, Центральный фронт) в воздушном бою получил тяжёлое ранение в правую ногу, покинул самолёт с парашютом. К этому времени совершил 136 боевых вылетов, провёл 70 воздушных боёв, в которых сбил лично 16 и в составе группы 1 самолёт противника.
Указом Президиума Верховного Совета СССР «О присвоении звания Героя Советского Союза офицерскому составу военно-воздушных сил Красной Армии» от 4 февраля 1944 года за «образцовое выполнение боевых заданий командования на фронте борьбы с немецкими захватчиками и проявленные при этом отвагу и геройство» удостоен звания Героя Советского Союза с вручением ордена Ленина и медали «Золотая Звезда».
До июля 1944 года находился на лечении, затем отправлен на учёбу. В 1951 году окончил Военно-воздушную инженерную академию имени Н. Е. Жуковского. Затем служил в военно-научных и исследовательских учреждениях и частях.
В августе 1973 года вышел в отставку в звании полковника. Жил в Москве. Умер 17 декабря 2008 года.